# Dazhong Nongchang (bondby i Kina, Jiangsu Sheng, lat 33,14, long 120,65)
Dazhong Nongchang är en bondby i Kina. Den ligger i provinsen Jiangsu, i den östra delen av landet, omkring 210 kilometer nordost om provinshuvudstaden Nanjing. Antalet invånare är 5 253. Befolkningen består av 1 770 kvinnor och 3 483 män. Barn under 15 år utgör 3,0 %, vuxna 15-64 år 85 %, och äldre över 65 år 10,0 %.
Närmaste större samhälle är Dazhong, 19,6 km väster om Dazhong Nongchang. Trakten runt Dazhong Nongchang består till största delen av jordbruksmark.
Genomsnittlig årsnederbörd är 1 047 millimeter. Den regnigaste månaden är juli, med i genomsnitt 229 mm nederbörd, och den torraste är januari, med 23 mm nederbörd.